# スリーマイル原子力発電所事故に対する東京電力の対応
スリーマイル原子力発電所事故に対する東京電力の対応（スリーマイルげんしりょくはつでんしょじこにたいするとうきょうでんりょくのたいおう）は、1979年3月28日に発生したスリーマイル島原子力発電所事故を受けて世界各所の原子力関係組織で取られた対応策のうち、東京電力及び当時同社の所有していた原子力発電施設に関係した対策を記載する。

## 1979年3月中の対応
事故が発生した翌日早朝、NHKのニュースが事故の第一報であった。当時同社が唯一運転していた原子力発電所である福島第一原子力発電所でもこのニュースが最初で、間もなく東京電力ワシントン事務所（1970年代、従来の三井物産のような商社経由での情報収集体制を強化するため設けられていた）からファックスが続々届き始めた。同発電所は1974年以来渉外担当を設置していたが、当座の処置として29日の午前中には双葉町、大熊町両町に事前の約束に従って連絡し、当日中に県庁にも人を出して報告した。その後もワシントン支局から続報が来るたび、発電所でも資料をまとめ、県の原子力対策室に送った資料は第10報、厚さ10cm以上に及んだという。また県でも29日に東京電力の他科学技術庁の連絡調整官事務所に情報収集を依頼している。
当時福島第一原子力発電所から本店に転属となり原子力計画課で炉心燃料設計、安全設計を担当していた榎本聰明にとっても、この事故は重大な関心事だった。幸い、榎本の前任者の濱田博義が東京電力ワシントン事務所に駐在していたため、「素晴らしい情報がまるで実況放送のように、毎日届けられ」「聞きたいと思うようなことが（中略）微に入り細に入り解説されていた」「当時日本に入る情報で、専門家も満足出来る一番内容のあるレポートだった」という。

## 1979年4月までの対応
東京電力は、スリーマイル島 (TMI) 原子力発電所での事故発生を知った直後、福島第一原子力発電所に緊急指示を出した。続いて4月5日付で依命通達（企企通達54第1号）を出し、安全運転・管理体制の再点検を指示、具体的には保安規程、運転要領、異常時の指揮命令・連絡体制などが対象となった。依命通達にはこれに加え「各室部・店所は、地方自治体、対外有識者、オピニオンリーダー等、必要な関係者に対して、今回の事故の実態、当社原子力発電所の仕組みや安全確保の態勢、あるいは当社の対策に関する十分な説明を行い、また全社を挙げて地道な理解、周知を強化することによって、現在の原子力に対する社会的不安感を払拭し、安全性への信頼回復に努めること。」と記載された。
『大熊町史』によると事故時、福島県原子力対策室は強い緊迫感に見舞われ、福島第一原子力発電所の立地する大熊町民にも不安感を持つ者が多くいたとされる。本発電所はTMIの加圧水型原子炉 (PWR) と異なる沸騰水型軽水炉 (BWR) 方式ではあったが、1979年4月23日には仙台通産局の検査官により、国の特別保安検査（後述）が実施され、県と大熊町、双葉町による立ち入り調査が4月27日、28日の両日に渡って実施された。

### 特別保安監査
4月23日から25日まで続いた国の特別保安監査は東京電力にとっても初体験で、所長の伏谷潔は緊張の連続であったという。スリーマイルでの事故以来、発電部、技術部の職員は監査の日まで報告書の作成に忙殺され深夜まで残業を重ねていた。23日、4号機の中央操作室で行われた各系統の監査では13人の当直員に対して4名の検査官が監査を実施。25日の連絡体制の監査は一種の防災訓練で、13時50分頃、中央操作室に待機していた国の検査官が想定シナリオの入った封筒を発電直の誰かに渡し（誰に渡されるかも事前通知は無い）その人が「事故発見者」となって事故対応の指揮振りを観察した。なお想定訓練ではよく見られる避難者役などの他にも様々な役職が存在し、朝日新聞によると、「朝日新聞記者役」の社員は厳しい質疑を展開したという。

## 1979年5月以降の対応

### 1979年6月の組織改正
なお、1979年6月28日福島第一原子力発電所に対して次の組織改正を行った。
- 総務部に「広報課」を設置する。
- 技術部に「核燃料課」を設置する。
- 発電部を「第一発電部」「第二発電部」に分割し、それぞれに発電課、保修課（第一発電部は第一保修課、「第二保修課」の2課体制）を設置する。
- 各中央操作室に「当直長」を配置する。

『東京電力三十年史』ではこの事故の教訓として下記を実施したとされている。
1. 中央操作室操作盤の見直し：同事故の原因である人間と機械との係わり合いの点から、重要な操作スイッチ、監視計の色別化、警報の重要度による分類と色別化、誤操作対策を実施
2. 運転管理面の見直し：事故時手順、日常巡視点検見直し、非常用機器状態確認チェックシートの採用、事故時における当直長の責任の重要性から、各中央操作室ごとに特別管理職たる当直長を配置
3. 教育訓練の見直し：BWR運転訓練センター（BTC）での特別訓練、長期養成計画の強化（後述）
4. 原子力技能訓練センター設置（後述）
5. 防災計画見直し：緊急技術助言組織の設置等
6. 発電所における緊急医療体制の整備

この内、中央操作室（中操）単位での当直長配置については事故前の1978年3月、東京電力労働組合による団交にて話題に上っている。この団交では発電直（運転中の中央操作室を中心とした人員配置のこと）について、「各中操ごとに当直副長、1～4号機については管理規模を考慮し更に当直長の補佐職位を配置する」旨妥結した。その際組合側は1～4号機の1級副長を廃止し、中操単位で当直長を置くように申し入れた。会社側は申し入れに対して「当直長は運転業務に関する総括責任者として各班に1名配置することが基本的な方針である。5、6号機については距離および管理面をとくに考慮し（当直長を）配置するのであって、中操単位に当直長を配置する考えはない」と否定的な姿勢を取った。『東京電力三十年史』では組合から配置要求があったいきさつについては触れられていない。なお豊田正敏は「（TMI事故の場合）当直長が重大な責任を有しているわけだから、当直長を各中央操作室に一人配置し、休日、夜間に所長や上位職がいない時に所長の代行権を、その三人の当直長のうち一～二号担当に権限を与えることも規定上明確にした。それから先般の七月の人事異動で、当直副長に優秀な人材を配置した」と述べている。
朝日新聞によると従来、東京電力の人事異動は毎月少人数ずつ行われてきたが、1979年度から定期異動に切替され、最初の異動は6月下旬から8月にかけて発令された。また、福島第一原子力発電所内だけでも100名以上の大規模な異動でその目的は「原子力部門の強化」で、所内の機構改革もその一環だったという。所長の伏谷は理事に昇格している。また、新体制の元では事務系職員にも「直員の仕事を知らなくては話にならない」ことから原子力理解のための技術研修が2泊3日で実施され、その効果は大であったという。

### 上層部の認識
事故から間もない時期、副社長の堀一郎（取締役として原子力担当の職に就いたのは1975年6月）は、福島第一原子力発電所を意識しながらこの事故を取り上げた対談記事にて「核燃料がメルトダウンしてそれが炉外に浸出し爆発するようなことはありません。そういう構造になっているのです。」「我々のやっていることは、まず放射能汚染を受けないよう何重もの安全設備を考えていることです。水が落ちてしまって燃料露出の影響がある時には、ECCSが働くようになっています」という当時の紋切型の説明をするに留まっている。

### 資源エネルギー庁、福島県
事故後、資源エネルギー庁は国内に導入されていた各炉型について再点検を実施し、BWRについても検討を行って「安全性を確かめ」、福島第一原子力発電所を抱える福島県も『アトム福島』21号にて下記のようにその結果を引用した。
- 設計が基本的に異なるため、今回の事象に対応させて検討することはできない。
- ただし、「給水ポンプが停止した場合」について検討を行い、次のように結論した。

1. 補助給水ポンプが自動起動する
2. 補助給水ポンプが起動しない場合、原子炉は「安全に」停止し、必要によってはECCSが作動することで、原子炉の健全性は維持される
3. ECCSで使用する水は、圧力抑制プールおよび復水貯蔵タンク内の水を使用するため、原子炉への冷却水の注入は継続される。

## 1980年以降の対応

### 東京電力
事故解析
原子力安全委員会も1979年4月より「TMI事故調査特別部会」を設置、1979年9月の第2次報告では同事故の教訓を日本の原子力安全確保策に反映させるべき事項として52項目を摘出、東京電力社内でもこの動きに対応しながら現状分析、問題点、改善の方向性などを検討した。個別には影響の少ない故障やミスの重畳、事態を悪化する方に誤認する系統的なヒューマンエラーなどの重要性が再認識された。榎本がBWRの設計には特に影響がないと確信できたのは、アメリカの委託先研究機関の実験結果を調査した1980年10月頃であったという。
品質保証活動
なお、事故の過程より、部品の動作についても（従来国内で起きていたトラブルが部品の品質問題に端を発した案件も多かったことから）問題視され、東京電力はこの事故を教訓に1980年7月、本店と各原子力発電所及び各建設所に品質保証推進会議を設置した。
資格制度の強化
1980年12月には国により原子力発電所運転責任者（当直長）資格制度を創設、当直長は同認定試験合格が条件となった他、各原子力発電所に運転管理専門官が派遣され、保安規定の順守状況がチェックされることとなり、各原子力発電所に順次派遣された。
第二世代中央制御盤の開発
中央制御盤に対する改善策はその後も模索が続けられ、福島第二原子力発電所3、4号機より設計を大幅に改めた新型制御盤が導入された。新型制御盤の特徴は下記にまとめられる。日経産業新聞は1984年当時GEにて同種の設計思想を取り入れた制御盤がまだ試作段階にあったことを挙げ「TMI原発事故の教訓が具体的な運転システムの改善として実現した最初のケース」と紹介している。
1. 壁一面に並べられていた制御盤を主盤と副盤に分離。通常の監視は主盤のみで行い、サブシステム、支援システムは副盤から操作する。
2. CRTディスプレイを大幅に増加させ、従来の3台から主盤7台、その他を含め合計11台に増加させた。CRTにはプラント全体の運転状況、炉心、冷却系、ECCS待機状況、給水タービン系、電源系等140種類（各画面に表示する蒸気圧、給水量、放射線量等の元データは4000種類）の画面が設定されており、運転員はボタン操作で必要な画面をCRTに呼び出す。なおCRTはカラー表示を採用している。CRTを主軸に据えたことで、運転員は多数の計器からプラント運転状態を推測する面倒から解放され、座ったまま監視することが可能となった。事故時には原因を示す画面や普段表示しない画面などが呼び出される。
3. メッセージ表示、音声ガイドを採用

運転訓練
BTCでの訓練については、『電気新聞』によると、東京電力はチェルノブイリ原子力発電所事故の直前、1986年よりファミリー研修を重視し、それまで年1～2回だった受講を年3回に増やすことを決定していた。訓練内容も異常時、緊急時対応訓練の時間を増やし、臨場感を持たせる工夫を行っている。
開発研究
その他、開発研究として、東京電力は国内電力他社等、米国エネルギー省と共同で1984年から1989年に渡って事故状況把握、採取試料分析、放射性廃棄物処理、処分技術開発の研究を行い、「このような事故がなければ得られないような貴重な知見」を得たという。

### 福島県
東京電力の原子力発電所が立地する福島県はこの事故を受けて原子力委員会が示した指針に基づき、地域防災計画の中に原子力災害対策計画を定め防災体制を整備した。また、1980年1月28日、下記の資料編
- 福島県原子力発電所防災対策実施要領
- 福島県原子力災害対策現地本部の組織等に関する要綱

を策定し、「計画を補うもの」とした。
その後、県は防災会議の中に原子力防災部会を設置、更に部会の中に小委員会を設けて宮永一郎日本原子力研究所理事を主査として招聘し、原子力災害対策の修正案を検討し1981年6月4日成案を得た。
- 第1「総則」：「原子力防災対策を重点的に充実すべき地域」については国の検討結果を踏まえ、原子力発電所から概ね10㎞の範囲の大熊町、双葉町、富岡町、浪江町とした[注 3]。
- 第2「災害予防計画」：原子力防災知識の普及徹底、防災業務の教育訓練、通信連絡網の整備[注 4]。
- 第3「災害応急対策計画」：県庁が立地町より遠方にあるため、県災害対策本部、現地対策本部の設置を明記。現地対策本部には緊急モニタリング、緊急医療、連絡調整、警察の各班で構成することも明記した。
- 第4「災害復旧計画」：各種指示、制限の解除、汚染物質除去、防護対策、健康調査等の事後措置を行う。

### 原子力防災訓練
本事故を教訓に、日本で初めての原子力防災訓練が実施された。
県、東京電力、警察、自衛隊、病院等関係機関多数が参加したが、実施を強く働きかけたのは福島県である。1977年から1983年まで福島県原子力センターに在職していた高倉吉久は「国は立地、設計、施工、運転の全てに責任を持つとの立場から、地方自治体が実施しようとしていた原子力防災訓練には非常に消極的でした」と回顧している。当時福島県としては住民の理解を得るため、机上のプランではなく実際に住民避難を伴った訓練が必要であるとの考えから、丁々発止の交渉を行って
国と東京電力を「強引に説き伏せ」たという。
こうして1983年11月30日、初の原子力防災訓練が福島第一原子力発電所を対象に大熊町で実施された。実施時間は午前9時から午後2時半。シナリオは「午前9時、4号機が全出力運転中に冷却系に異常を生じ緊急停止、発電所周辺に放射性物質の影響を及ぼすおそれが生じた」という想定であった。屋内退避なども実施され、発電所周囲半径1㎞、風下3㎞の範囲が避難地域に指定され、大熊町スポーツセンターに避難用車両を集結した。
なお高倉は「住民避難を伴った」と述べているが、実際には大熊町消防団、東京電力社員が「一般住民」役を演じたものであった。このため、事前に『広報おおくま』で予告されたものの、一般町民への案内は国道6号線の交通規制に対する協力願いとなっていた。このためチェルノブイリ原子力発電所事故後、大熊町議会で再度防災を議論した際、この訓練を振り返って「住民不在の防災訓練」として批判的に指摘を受けることとなったが、町長は答弁にて一部住民も参加していたと述べ、「産業道路のような形で福島なら福島、郡山なら郡山へ一時間位で行けるような幅の広い道路や阿武隈山脈の中腹に避難壕的なものを作って、備えあれば憂い無しの例えの施設を作るのが肝要であろう」とし国の責任においてインフラ整備を実施するよう求めるとした。

## 批判
上述のように、情報連絡体制を整備した建前になっていたが、スリーマイル島原子力発電所事故により原子力安全に対して注目が高まったにもかかわらず、事実の一部を提示し、矮小化した発表がなされた旨の批判が原子力撤廃運動家の山崎久隆からなされている。1981年5月12日、福島第一原子力発電所2号機にて復水器から原子炉に冷却水を戻す「給水ライン」の電源装置に異常が発生、高圧復水ポンプ、給水ポンプ計4台が連鎖的に停止し原子炉に水が戻らなくなるトラブルが発生し、最終的にスクラムがかけられた。このトラブルは当時ECCSが作動していた事実が公表されず、1992年9月29日に同2号機にてスクラムのトラブルが発生した際、資源エネルギー庁がマスコミの要求に応じて過去のECCS作動事故の一覧を公開した際明らかとなった。山崎久隆は、「スリーマイル島原発事故が起き、日本の原発の安全性も問題になっていた」時期という点に着目し、更に事故の前月の4月18日、日本原子力発電敦賀発電所にて放射性廃液の漏洩事故があったため、福島県議会も事故当日である5月12日に福島第一原子力発電所へ立入調査を行っていた事実を提示している。東京電力は調査団に「水位低下による原子炉停止があった」としか知らせず、資源エネルギー庁にもECCS作動の事実を分析結果の添付無しで報告しただけだった。そのため、調査団は敦賀事故で問題になっていた廃液処分設備などを中心に視察し、7月1日の議会答弁で問題が無い旨報告をしめくくっているという。

## その後
その後、県の防災計画は修正を重ねながら、福島第一原子力発電所事故への対応により、その真価を問われることになった。
同事故後に東京電力は調査報告書案を公表、その中で事故当時の内閣総理大臣であった菅直人が過剰介入を行った一件として、3月12日に所長の吉田昌郎に電話し、知人の原子力専門家と一緒にスリーマイル原子力発電所事故を意識した対策案を説明したが、「現場実態と乖離（かいり）した指導だった」としている。